# Olena Chološa
Olena Anatoliïvna Chološa (in ucraino Олена Анатоліївна Холоша?; 26 gennaio 1982) è un'altista ucraina.

## Palmarès
| Anno | Manifestazione    | Sede      | Evento        | Risultato | Prestazione | Note |
| ---- | ----------------- | --------- | ------------- | --------- | ----------- | ---- |
| 1999 | Mondiali allievi  | Bydgoszcz | Salto in alto | 6ª        | 1,79 m      |      |
| 2000 | Mondiali juniores | Santiago  | Salto in alto | 20ª (q)   | 1,75 m      |      |
| 2003 | Universaidi       | Taegu     | Salto in alto | 6ª        | 1,88 m      |      |
| 2012 | Europei           | Helsinki  | Salto in alto | Bronzo    | 1,92 m      |      |
| 2012 | Giochi olimpici   | Londra    | Salto in alto | 15ª (q)   | 1,90 m      |      |
| 2013 | Europei indoor    | Göteborg  | Salto in alto | 10ª (q)   | 1,89 m      |      |